# Caladium bicolor
Caladium bicolor es una de las especies del género Caladium.

## Descripción

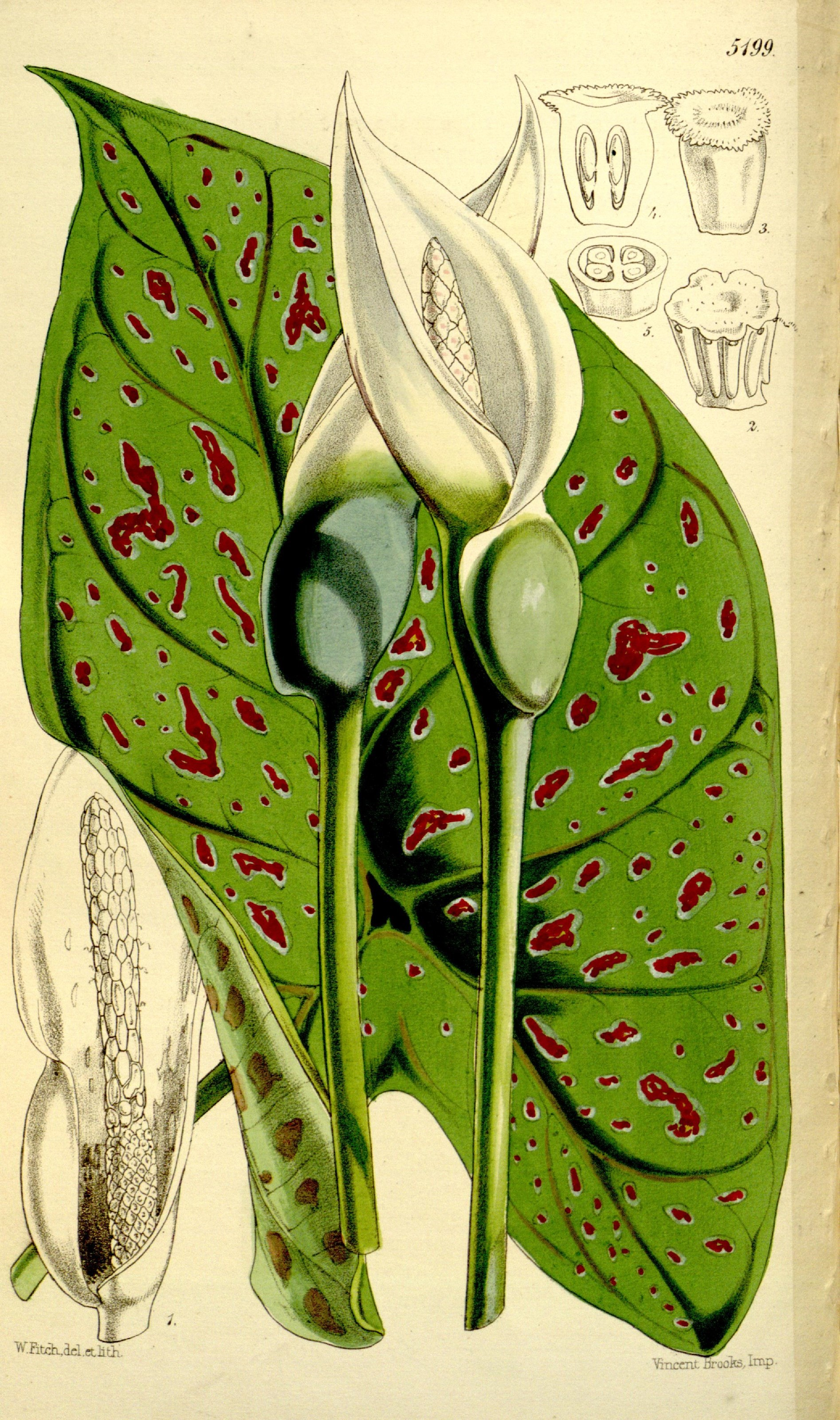
Ilustración botánica de Caladium bicolor.

Esta planta es conocida por sus vistosas hojas que exhiben combinaciones de colores como verde y rosado, verde y blanco, o mayormente verde con manchas blancas y rosadas. Popularmente se le conoce como Papagayo de Brasil, Corazón de Jesús, Caladio u Oreja de elefante debido a su similitud con Alocasia odora.

## Distribución y hábitat
Caladium bicolor es nativa de América del Sur y América Central, con una distribución natural que abarca países como Brasil, Colombia, Venezuela y Guyana. Esta planta prospera en regiones tropicales y subtropicales, donde las condiciones son cálidas y húmedas. Se encuentra comúnmente en bosques tropicales, bordes de selvas y áreas con sombra parcial y suelo bien drenado.
En su hábitat natural, Caladium bicolor crece en suelos ricos en materia orgánica y se adapta bien a ambientes húmedos con temperaturas constantes.

## Toxicidad

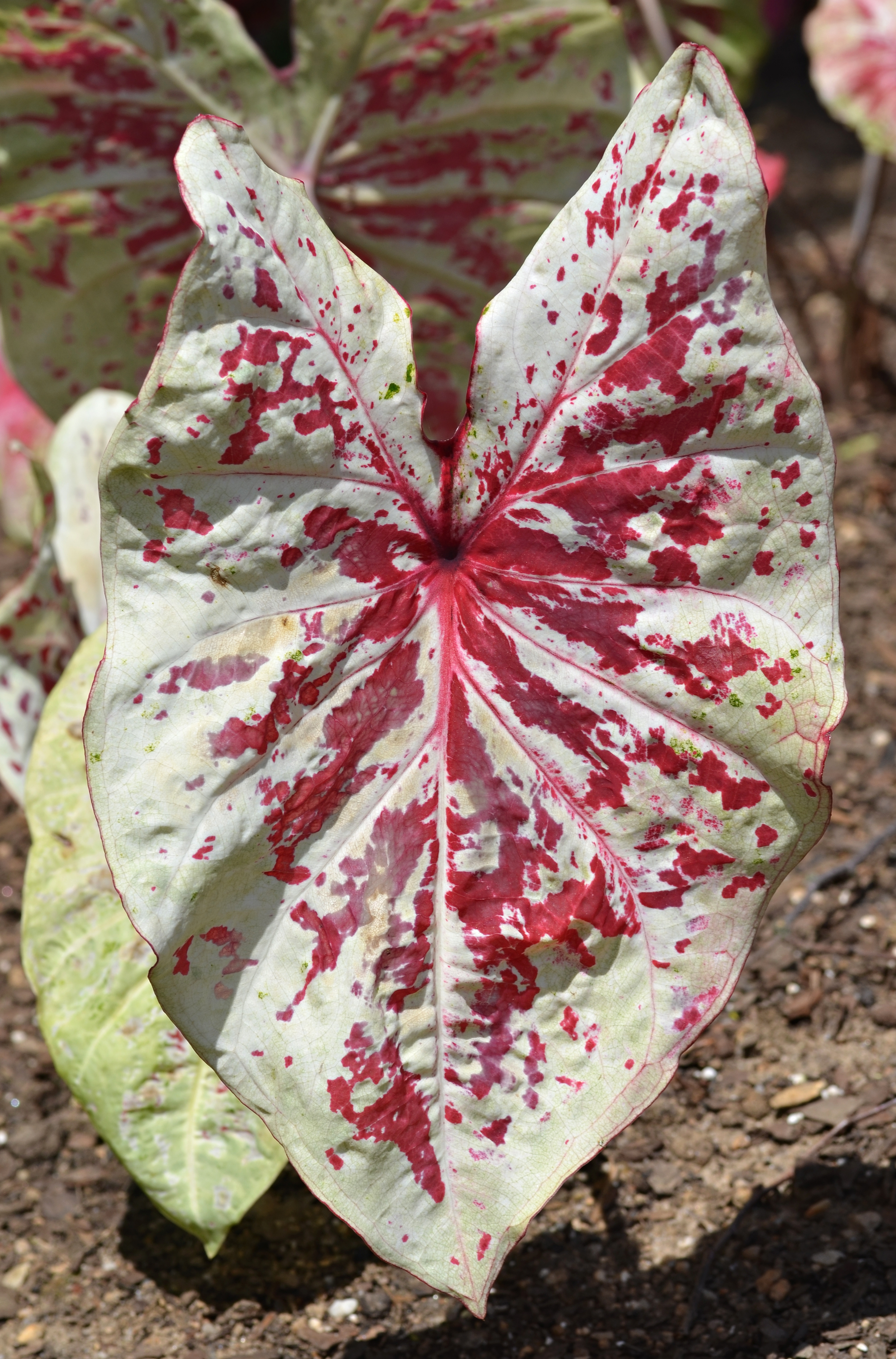
Caladium 'Raspberry Moon' es un cultivar desarrollado a partir de Caladium bicolor u otras especies de Caladium.

Caladium bicolor es altamente tóxica tanto para humanos como para mascotas debido a la presencia de cristales de oxalato de calcio. La ingestión de cualquier parte de la planta, así como el contacto ocular, puede provocar una variedad de síntomas, que incluyen:
Ardor en la boca y la garganta, Daño a la capa exterior del ojo, Diarrea, Dolor ocular, Voz ronca y dificultad para hablar, Aumento de la salivación, Náuseas o vómitos, Hinchazón y formación de ampollas en la boca y lengua.